# 索菲菲
索菲菲（Sofifi）為印度尼西亞哈马黑拉岛西海岸的一座城鎮，自2010年8月24日起成為北马鲁古省首府。1999年10月4日宣布成立北马鲁古省的印度尼西亚1999年第46号法案中定索菲菲为首府。但是介于索菲菲基础设施欠缺，北马鲁古省2010年前以特爾納特為临时首府。索菲菲是一座正在建设中的城市，在建设施有一座国际机场，即苏丹努库国际机场。
索菲菲并非独立的建制市，行政上仍由蒂多雷群岛市管理，位于北奥巴区（Kecamatan Oba Utara）。北马鲁古省也是印尼四个首府不是市（Kota）的省份之一，其他三个省份是西巴布亚省（首府马诺夸里）、西苏拉威西省（首府马穆朱）、北加里曼丹省（首府丹戎施乐）。根据印尼法律规定，省首府必须是独立的建制市，索菲菲将以蒂多雷群岛市在哈马黑拉岛上的四个区为范围建立行政城市，四个区是：
1. 北奥巴区 Kecamatan Oba Utara
2. 南奥巴区 Kecamatan Oba Selatan
3. 中奥巴区 Kecamatan Oba Tengah
4. 奥巴区 Kecamatan Oba